# Bredow (Brieselang)
Bredow è una frazione del comune tedesco di Brieselang.

## Storia
Già comune autonomo, venne aggregato nel 2003 al comune di Brieselang.

## Amministrazione
La frazione è amministrata da un "consiglio locale" (Ortsbeirat).